# فرد غامبل
فرد غامبل (بالإنجليزية: Fred Gamble)‏ هو سائق سباق أمريكي، ولد في 17 مارس 1932 في بيتسبرغ في الولايات المتحدة.